# Raión Proletarian
Raión Proletarian (en ucraniano: Пролетарський район) es un raión o distrito urbano de Ucrania, en la ciudad de Donetsk. 
Comprende una superficie de 53 km².

## Demografía
Según estimación 2010 contaba con una población total de 103005 habitantes.